# Peltolepis japonica
Peltolepis japonica là một loài rêu trong họ Cleveaceae. Loài này được Shimizu & S. Hatt. S. Hatt. mô tả khoa học đầu tiên năm 1955.